# Lucidio Vimaranes
Lucidio Vimaranes was de tweede graaf van Portucale (Portugal) en vermoedelijk de zoon van Vimara Peres. Het graafschap Portugal was een deel van het koninkrijk Galicië.
De bronnen uit deze periode zijn schaars en duister. Behalve enkele aktes is er over zijn regeerperiode weinig bekend. Ook over zijn opvolging tast men in het duister. Vermoedelijk werd hij opgevolgd door zijn zoon Alvito Lucides rond het jaar 922, maar in het jaar 926 verschijnt de naam Hermenegildo González als nieuwe graaf, de schoonbroer van Alvito Lucides.